# Privatpilot
En Privatpilot er en pilot der har taget privatpilot-certifikatet.
Ligesom kørekort findes i forskellige "udgaver" med forskellige rettigheder og begrænsninger, findes der tilsvarende forskellige pilotcertifikater. En pilot der har taget privatpilot-certifikatet (engelsk: PPL – Private Pilot License) omtales som en privatpilot, og han eller hun har ret til at være fartøjschef (engelsk: Pilot In Command) i fly indtil en vis størrelse/vægt. Afhængig af om han eller hun dertil har en såkaldt nightrating eller instrumentbevis, er det også tilladt at flyve om natten eller under vejrforhold der begrænser sigtbarheden.
En privatpilot må gerne have venner og familie med om bord så længe alle skal det samme sted hen, men må ikke flyve betalt taxa- eller ruteflyvning.